# Bundesstraße 15n
Pour les articles homonymes, voir Route 15.
La Bundesstraße 15 neu est une Bundesstraße du Land de Bavière. Elle est en construction depuis 2006 et partiellement achevée depuis 2011. D'une longueur totale d'environ 130 km, elle passe entièrement en Bavière. Après son achèvement, elle doit relier dans le sens nord-sud de Ratisbonne (A 93-Nord) par Landshut (A 92) et la vallée de l'Inn jusqu'à Rosenheim (A 8, A 93-Sud).
La B 15n est également la désignation officielle d'une ancienne voie rapide avant qu'elle ne soit transformée en la Bundesautobahn 93 dans la section entre la sortie 19 (Falkenberg (Oberpfalz)/B 299) et la jonction avec l'ancienne Bundesstraße 15, près de la sortie 25 (Weiden-Sud).
La construction de la route fédérale 15n est très controversée quant à son impact sur la circulation et l'impact sur le paysage et l'environnement, et il y a beaucoup de résistance de la part du public et des politiciens.

## Géographie
La B 15n bifurque de l'A 93 au sud de Ratisbonne près de Saalhaupt et doit mener par Landshut à Rosenheim, où elle doit rejoindre l'A 8 près de l'échangeur autoroutier jusqu'à l'A 93. Comme l'actuelle B 15, elle relie Ratisbonne à Landshut et Rosenheim, mais relie également les autoroutes A 93, A 92, A 94 et A 8 entre elles en tant que route fédérale autoroutière et offre ainsi une alternative nord-sud à l'ancien contournement de Munich et à la B 299.

## Histoire
Les premiers plans d'une route nord-sud dans l'est de la Bavière sont abordés au début des années 1930. Dans les années 1960, la planification d'une liaison autoroutière continue par Landshut (nom du projet : « Bundesautobahn A 93 Ratisbonne-Traunstein ») commence et en 1972, le gouvernement de Basse-Bavière lance le processus de planification régionale. La procédure est suspendue avec l'abandon de la direction cible d'origine au sud de Landshut vers Traunstein.
Avec un itinéraire modifié vers Rosenheim (échangeur autoroutier de la vallée de l'Inn), la procédure d'aménagement du territoire est à nouveau demandée en 1975 (nom du projet: "Bundesautobahn A 93 Landshut–Rosenheim"). Cette procédure est complétée par l'évaluation de la planification pour le tronçon Landshut–Rosenheim par le gouvernement de Haute-Bavière (22 avril 1976) et le gouvernement de Basse-Bavière (22 décembre 1977) ; pour le tronçon Ratisbonne–Landshut, cela avait déjà eu lieu le 12 décembre 1975.
Le 20 novembre 1978, cet itinéraire est déterminé par le ministre fédéral des Transports conformément à l'article 16 de la loi fédérale sur les routes nationales comme un itinéraire évalué positivement en termes de planification de l'État et le 30 juillet 1980, cet itinéraire est réaffecté à la B 15, il est inclus pour la première fois dans le plan d'itinéraire de transport fédéral de 1980. En 1987, il y a les premiers avant-projets approuvés. À partir de 1989, des procédures d'approbation d'urbanisme sont engagées.
Le B 15n remplace ainsi la planification antérieure de l'A 93, car celle-ci n'allait pas au sud de Ratisbonne (de Saalhaupt) vers Rosenheim, mais vers l'échangeur de Holledau (A 9), la section entre les échangeurs de Saalhaupt et Holledau faisait à l'origine partie de l'A 90 prévu. Le tracé de la B 15n correspond à peu près au tracé de la Bundesstraße 15, mais à une plus grande distance par endroits. Il est donc possible que la B 15 ne soit pas déclassée en route nationale dans certaines zones après l'achèvement de la B 15n, mais reste une route fédérale.
Le tronçon Ratisbonne à l'A 94 est désignée comme Bundesfernstraße à réaliser ou à terminer rapidement. Les plans présentés depuis les années 2010 font l'objet de modifications les uns après les autres.

## Trafic
Après l'achèvement de l'A 93 en 2002, le volume de trafic près de Ratisbonne était de 60 à 70 000 véhicules par jour.
Il y a actuellement environ 10 000 véhicules à moteur par jour sur la B 15 (ancienne) et jusqu'à 18 000 dans certaines zones. La part des charges lourdes atteint 27 %.
Jusqu'à la sortie de la nouvelle B 15 à Kläham près d'Ergoldsbach le 2 décembre, environ 18 000 véhicules traversaient Ergoldsbach chaque jour. Ensuite la circulation automobile dans la ville fut réduite de 30 % et la circulation des camions de 50 à 70 %. Parallèlement à l'ouverture progressive des tronçons 1 et 2 de la B 15n à la circulation en 2011 et 2013, le volume de trafic sur cette zone passe d'environ 10 000 en 2011 à 14 000 véhicules en 2014.
La section standard RQ 26 ou RQ 28 de la B 15n (largeur totale de la voie de 26 ou 28 m) correspond au cahier des charges des autoroutes peu chargées et des autoroutes urbaines à espace limité d'une capacité comprise entre 20 000 et 60 000 véhicules par jour.

## Source
- (de) Cet article est partiellement ou en totalité issu de l’article de Wikipédia en allemand intitulé « Bundesstraße 15n » (voir la liste des auteurs).

1. ↑  (de) « Initiative will zügigen Weiterbau der B15neu », sur Bayerischer Rundfunk, 2021 (consulté le 16 novembre 2022)